# East Bakersfield
East Bakersfield – obszar niemunicypalny w Kern County, w Kalifornii (Stany Zjednoczone), na wysokości 151 m.